# 304P/Ory
304P/Ory, komet Jupiterove obitelji